# Dharchula Dehat
Dharchula Dehat – miasto w północnych Indiach w stanie Uttarakhand, na pogórzu Himalajów Wysokich.
Populacja miasta w 2001 roku wynosiła 3738 mieszkańców.